# Владимиров, Валентин Лаврович
Валентин Лаврович Владимиров (12 февраля 1930 — 26 мая 2006) — учёный в области физиологии и биохимии питания сельскохозяйственных животных, член-корреспондент РАСХН (1997).

## Биография
Родился в с. Круглое Лево-Россошанского района (ныне Воронежской области). Окончил Московский зоотехнический институт коневодства (1954).
- 1954—1956 главный зоотехник Нюрбинской МТС (Якутия),
- 1956—1959 главный зоотехник краевого управления сельского хозяйства, главный зоотехник Усть-Лабинской МТС.
- 1959—1966 аспирант, с 1961 младший научный сотрудник ВНИИ физиологии, биохимии и питания с.-х. животных,
- 1966—1968 заведующий сектором биохимии ВНИИ птицеперерабатывающей промышленности.

С 1968 года работал во ВНИИ животноводства: старший научный сотрудник (1968—1979), заведующий отделом промышленной технологии животноводства (1979—1981), заместитель директора по научной работе, заведующий лабораторией биохимии (с 1982).
Разработчик технологии производства молока и улучшения его качества на промышленных комплексах, системы биохимического контроля полноценности кормления крупного рогатого скота, рекомендаций по организации зимовки скота, системы ведения молочного скотоводства.
Доктор биологических наук (1976), профессор (1982), член-корреспондент РАСХН (1997).
Заслуженный деятель науки РСФСР (1989).

## Труды
Автор (соавтор) более 150 научных трудов, в том числе 23 книг и брошюр.
Книги:
- Основы интенсификации производства продуктов животноводства. — М.: Агропромиздат, 1987. — 250 с.
- Система кормления молодняка крупного рогатого скота: рекомендации. — М., 1993. — 15 с.
- Технология приготовления корма пониженной влажности с применением химических консервантов: рекомендации / соавт.: П. А. Науменко и др.; Всерос. НИИ животноводства. — Дубровицы: РУЦ ЭБТЖ, 2001. — 18 с.
- Проблемы кормления сельскохозяйственных животных в современных условиях развития животноводства / соавт.: В. Н. Виноградов и др.; Всерос. НИИ животноводства. — Дубровицы: РУЦ ЭБТЖ, 2003. — 175 с.
- Система биохимической оценки полноценности питания и состояния здоровья молочных коров: метод. рекомендации / соавт.: В. Т. Самохин, П. А. Науменко; Всерос. НИИ животноводства. — Дубровицы, 2006. — 20 с.